# Willi Apel
Willi Apel (Chojnice, 10 de outubro de 1893 – Bloomington, 14 de março de 1988) foi um musicólogo e professor alemão radicado nos Estados Unidos.
Iniciou sua formação acadêmica na matemática, mas depois da I Guerra Mundial dedicou-se inteiramente à música. Emigrou para os Estados Unidos em 1936 logo após obter seu doutorado sobre a tonalidade nos séculos XV e XVI. Lá ensinou na Universidade de Harvard e na Universidade de Indiana. Teve grande influência sobre a musicologia norteamericana, e fez trabalhos importantes sobre música medieval que permanecem até hoje como obras de referência.

## Obras principais
- The Notation of Polyphonic Music 900–1600 (1942)
- Harvard Dictionary of Music (1944) (editor)
- Masters of Keyboard (1947)
- The Historical Anthology of Music Volume I: Oriental, Medieval and Renaissance Music, (1949) (com Davison)
- The Historical Anthology of Music  Volume II: Baroque, Rococo and Pre-Classical Music, (1950) (com Davison)
- Gregorian Chant (1958)
- The History of Keyboard Music to 1700 (1967)
- Italian Violin Music of the Seventeenth Century (1983)